# Central (Luisiana)
Central es una ciudad ubicada en la parroquia de East Baton Rouge en el estado estadounidense de Luisiana. En el Censo de 2010 tenía una población de 26864 habitantes y una densidad poblacional de 165,92 personas por km².

## Geografía
Central se encuentra ubicada en las coordenadas 30°33′34″N 91°2′8″O / 30.55944, -91.03556. Según la Oficina del Censo de los Estados Unidos, Central tiene una superficie total de 161.91 km², de la cual 161.2 km² corresponden a tierra firme y (0.44%) 0.71 km² es agua.

## Demografía
Según el censo de 2010, había 26864 personas residiendo en Central. La densidad de población era de 165,92 hab./km². De los 26864 habitantes, Central estaba compuesto por el 89.31% blancos, el 8.34% eran afroamericanos, el 0.39% eran amerindios, el 0.57% eran asiáticos, el 0.02% eran isleños del Pacífico, el 0.41% eran de otras razas y el 0.96% pertenecían a dos o más razas. Del total de la población el 1.61% eran hispanos o latinos de cualquier raza.